# Jijiyan
Jijiyan (persiska: جيجيان, Jījīān) är en ort i Iran.   Den ligger i provinsen Hormozgan, i den sydöstra delen av landet, 1 100 km söder om huvudstaden Teheran. Jijiyan ligger 27 meter över havet och antalet invånare är 516.
Terrängen runt Jijiyan är platt.  Närmaste större samhälle är Sooza, 8,4 km sydost om Jijiyan. Trakten runt Jijiyan är ofruktbar med lite eller ingen växtlighet.